# Lamprolectica
Lamprolectica là một chi bướm đêm thuộc họ Gracillariidae.

## Các loài
- Lamprolectica apicistrigata (Walsingham, 1891)